# Brian Teacher
 Brian Teacher (* 23. listopadu 1953 Omaha) je americký bývalý profesionální tenista. V roce 1980 vyhrál dvouhru na Australian Open. Během kariéry vyhrál celkem 8 turnajů ve dvouhře a 16 ve čtyřhře. Na žebříčku ATP byl ve dvouhře nejvýše na 7. místě v roce 1981.

## Finálová utkání na turnajích Grand Slamu

### Mužská dvouhra: 1 (0–1)
| Stav  | Rok  | Turnaj          | Soupeř ve finále | Výsledek         |
| ----- | ---- | --------------- | ---------------- | ---------------- |
| Vítěz | 1980 | Australian Open | Kim Warwick      | 7–5, 7–6(4), 6–2 |

## Finálové účasti na turnajích ATP Tour (46)

### Dvouhra – vítězství (8)
| Č. | Datum | Turnaj                     | Povrch  | Soupeř ve finále | Výsledek                |
| -- | ----- | -------------------------- | ------- | ---------------- | ----------------------- |
| 1. | 1977  | Jackson, USA               | koberec | Bill Scanlon     | 6-3, 6-3                |
| 2. | 1978  | Tchaj-pej, Tchaj-wan       | koberec | Tom Gorman       | 6-3, 6-3, 6-3           |
| 3. | 1979  | Newport, USA               | tráva   | Stan Smith       | 1-6, 6-3, 6-4           |
| 4. | 1980  | Australian Open, Melbourne | tráva   | Kim Warwick      | 7-5, 7-6, 6-2           |
| 5. | 1981  | Columbus, USA              | tvrdý   | John Austin      | 6-3, 6-2                |
| 6. | 1982  | Dortmund WCT, Německo      | koberec | Wojtek Fibak     | 6-7, 6-4, 6-4, 2-6, 6-4 |
| 7. | 1983  | Munich WCT, Německo        | koberec | Mark Dickson     | 1-6, 6-4, 6-2, 6-3      |
| 8. | 1983  | Columbus, USA              | tvrdý   | Bill Scanlon     | 7-6, 6-4                |

### Dvouhra – prohra ve finále (15)
| Č.  | Datum | Turnaj                    | Povrch  | Soupeř ve finále | Výsledek                |
| --- | ----- | ------------------------- | ------- | ---------------- | ----------------------- |
| 1.  | 1976  | Newport, USA              | tráva   | Vijay Amritraj   | 6-3, 4-6, 6-3, 6-1      |
| 2.  | 1977  | Adelaide, Austrálie       | tráva   | Victor Amaya     | 6-1, 6-4                |
| 3.  | 1977  | Sydney Outdoor, Austrálie | tráva   | Roscoe Tanner    | 6-3, 3-6, 6-3, 6-7, 6-4 |
| 4.  | 1978  | Tokyo Indoor, Japonsko    | koberec | Björn Borg       | 6-3, 6-4                |
| 5.  | 1980  | Los Angeles, USA          | tvrdý   | Gene Mayer       | 6-3, 6-2                |
| 6.  | 1980  | Hongkong                  | tvrdý   | Ivan Lendl       | 5-7, 7-6, 6-3           |
| 7.  | 1980  | Tchaj-pej, Tchaj-wan      | koberec | Ivan Lendl       | 6-7, 6-3, 6-3, 7-6      |
| 8.  | 1980  | Bangkok, Thajsko          | koberec | Vijay Amritraj   | 6-3, 7-5                |
| 9.  | 1980  | Sydney Outdoor, Austrálie | tráva   | Fritz Buehning   | 6-3, 6-7, 7-6           |
| 10. | 1981  | San Francisco, USA        | koberec | Eliot Teltscher  | 6-3, 7-6                |
| 11. | 1982  | Maui, USA                 | tvrdý   | John Fitzgerald  | 6-2, 6-3                |
| 12. | 1983  | Dallas, USA               | tvrdý   | Andrés Gómez     | 6-7, 6-1, 6-1           |
| 13. | 1984  | Bristol, Velká Británie   | tráva   | Johan Kriek      | 6-7, 7-6, 6-4           |
| 14. | 1984  | Gstaad, Švýcarsko         | antuka  | Joakim Nyström   | 6-4, 6-2                |
| 15. | 1985  | Livingston, USA           | tvrdý   | Brad Gilbert     | 7-6, 6-4                |

### Čtyřhra - vítězství (16)
| Č.  | Datum | Turnaj                              | Povrch  | Partner          | Soupeři ve finále              | Výsledek       |
| 1.  | 1976  | Columbus, USA                       | tvrdý   | William Brown    | Fred McNair Sherwood Stewart   | 6-3, 6-4       |
| 2.  | 1978  | Manila, Filipíny                    | antuka  | Sherwood Stewart | Ross Case Chris Kachel         | 6-3, 7-6       |
| 3.  | 1980  | Washington-2, USA                   | koberec | Ferdi Taygan     | Kevin Curren Steve Denton      | 4-6, 6-3, 7-6  |
| 4.  | 1980  | Los Angeles, USA                    | tvrdý   | Butch Walts      | Anand Amritraj John Austin     | 6-2, 6-4       |
| 5.  | 1980  | Toronto, Kanada                     | tvrdý   | Bruce Manson     | Heinz Günthardt Sandy Mayer    | 6-3, 3-6, 6-4  |
| 6.  | 1980  | Cincinnati, USA                     | tvrdý   | Bruce Manson     | Wojtek Fibak Ivan Lendl        | 6-7, 7-5, 6-4  |
| 7.  | 1980  | Tchaj-pej, Tchaj-wan                | koberec | Bruce Manson     | John Austin Ferdi Taygan       | 6-4, 6-0       |
| 8.  | 1980  | Bangkok, Thajsko                    | koberec | Ferdi Taygan     | Tom Okker Dick Stockton        | 7-6, 7-6       |
| 9.  | 1981  | La Quinta, USA                      | tvrdý   | Bruce Manson     | Terry Moor Eliot Teltscher     | 7-6, 6-2       |
| 10. | 1981  | Frankfurt, Německo                  | koberec | Butch Walts      | Vitas Gerulaitis John McEnroe  | 7-5, 6-7, 7-5  |
| 11. | 1981  | Londýn, Velká Británie              | tráva   | Pat Du Pré       | Kevin Curren Steve Denton      | 3-6, 7-6, 11-9 |
| 12. | 1981  | Columbus, USA                       | tvrdý   | Bruce Manson     | Anand Amritraj Vijay Amritraj  | 6-1, 6-1       |
| 13. | 1982  | Stuttgart, Německo                  | antuka  | Mark Edmondson   | Andreas Maurer Wolfgang Popp   | 6-3, 6-1       |
| 14. | 1982  | San Francisco, USA                  | koberec | Fritz Buehning   | Marty Davis Chris Dunk         | 6-7, 6-2, 7-5  |
| 15. | 1983  | Columbus, USA                       | tvrdý   | Scott Davis      | Anand Amritraj John Fitzgerald | 6-1, 4-6, 7-6  |
| 16. | 1983  | Johannesburg, Jihoafrická republika | tvrdý   | Steve Meister    | Andrés Gómez Sherwood Stewart  | 6-7, 7-6, 6-2  |

### Čtyřhra - prohra ve finále (7)
| Č. | Datum | Turnaj                | Povrch    | Partner        | Soupeři ve finále             | Výsledek           |
| 1. | 1978  | Miami, USA            | antuka    | Bob Carmichael | Tom Gullikson Gene Mayer      | 7-6, 6-3           |
| 2. | 1979  | Washington, USA       | antuka    | Bob Carmichael | Robert Lutz Stan Smith        | 6-4, 7-5, 3-6, 7-6 |
| 3. | 1979  | Stuttgart, Německo    | tvrdý (h) | Bob Carmichael | Wojtek Fibak Tom Okker        | 6-3, 5-7, 7-6      |
| 4. | 1980  | Rotterdam, Nizozemsko | koberec   | Bill Scanlon   | Vijay Amritraj Stan Smith     | 6-4, 6-3           |
| 5. | 1980  | Hongkong              | tvrdý     | Bruce Manson   | Peter Fleming Ferdi Taygan    | 7-5, 6-2           |
| 6. | 1982  | Los Angeles, USA      | tvrdý     | Bruce Manson   | Sherwood Stewart Ferdi Taygan | 6-1, 6-7, 6-3      |
| 7. | 1983  | Richmond, USA         | koberec   | Fritz Buehning | Pavel Složil Tomáš Šmíd       | 6-2, 6-4           |